# The Man from Texas (film 1915)
The Man from Texas è un cortometraggio muto del 1915 diretto da Tom Mix (non accreditato).

## Trama
La sorella di un cowboy gli scrive chiedendogli aiuto dopo che il marito l'ha abbandonata. L'uomo corre da lei, ma la trova ormai morta. Così si propone di ritrovare il marito della sorella.

## Produzione
Il film fu prodotto dalla Selig Polyscope Company.

## Distribuzione
Distribuito dalla General Film Company, il film - un cortometraggio in una bobina - uscì nelle sale cinematografiche statunitensi il 2 marzo 1915. Ne venne fatta una versione più lunga in quattro rulli, un mediometraggio di 1.200 metri distribuito nel 1922 dalla Aywon Film.